# Фаллу де Кудре, Фредерик де
Фредерик де Фаллу де Кудре (фр. Frédéric de Falloux du Coudray; 15 августа 1815, Ле-Бур-д'Ире, королевство Франция — 22 июня 1884, Тиволи, королевство Италия) — французская куриальный кардинал. Секретарь Священной Конгрегации дисциплины монашествующих и апостольской визитации с 1851 по 1877. Кардинал-дьякон с 12 марта 1877, с титулярной диаконией Сант-Агата-алла-Субурра с 20 марта 1877 по 12 мая 1879. Кардинал-дьякон с титулярной диаконией Сант-Анджело-ин-Пескерия с 12 мая 1879.